# تومي غرين
تومي غرين (بالإنجليزية: Tommy Green)‏ (12 مايو 1913 في المملكة المتحدة - 5 فبراير 1997 في المملكة المتحدة) هو لاعب كرة قدم بريطاني (وحمل سابقاً جنسية المملكة المتحدة لبريطانيا العظمى وأيرلندا) في مركز مهاجم داخلي. لعب مع كوفنتري سيتي ووست بروميتش ألبيون ووست هام يونايتد ونادي ووستر سيتي.